# ATCvet code QD51
ATCvet code QD51 محصولات مخصوص درمان پنجه‌ها و سُم جانوران زیرگروهی درمانی از سیستم طبقه‌بندی شیمیایی درمانی آناتومیک برای محصولات دامپزشکی است. این سیستمِ متشکل از کدهای حرفی‌عددی را سازمان جهانی بهداشت برای طبقه‌بندی داروها و سایر تولیدات پزشکی در حوزهٔ دامپزشکی ایجاد کرده است. زیرگروه QD51 جزوی از گروه آناتومیک QD مرتبط به پوست و ضمائم است.
ممکن است نسخه‌های ملی از طبقه‌بندی ATC حاوی کدهای اضافه‌ای باشند که در این فهرست (نسخهٔ سازمان جهانی بهداشت) نیامده باشند.
این گروه خالی است.